# 16 Tczewski Batalion Saperów
16 Tczewski Batalion Saperów (16 bsap) – pododdział wojsk inżynieryjnych od 27 kwietnia 2011 podległy dowódcy 21 Brygady Strzelców Podhalańskich dyslokowany w Nisku, po przeformowaniu w 18 pułk saperów jest podległy pod dowódcę 18 Dywizji Zmechanizowanej.

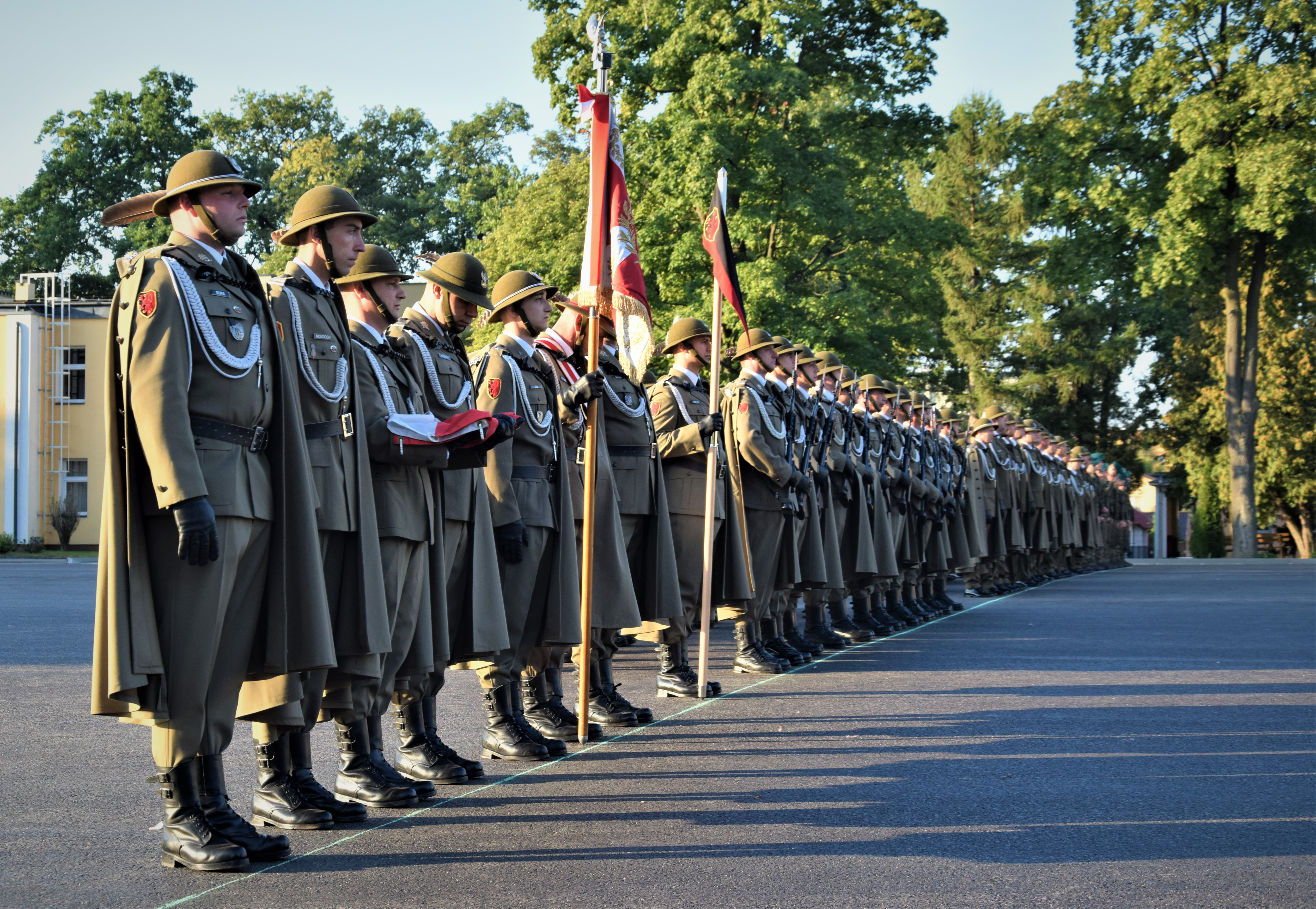
Żołnierze batalionu

16 Tczewski batalion saperów realizuje zadania: bojowe (wsparcie inżynieryjne) i reagowania kryzysowego w tym: oczyszczanie terenu z przedmiotów wybuchowych i niebezpiecznych, udział w likwidacji skutków klęsk ekologicznych i żywiołowych.

## Historia
47 Batalion Saperów został sformowany rozkazem Dowódcy 16 Dywizji Piechoty nr. 01 z dnia 20.07.1945 roku.Siedzibą jednostki był początkowo Gdańsk Wrzeszcz. W lutym 1946 roku przeniesiona została do Gdańska Oliwy, w maju 1949 roku do Elbląga, a następnie w dniu 12 października 1951 r. do Tczewa. Pierwsze zadanie bojowe batalion wykonał w dniach 05.11-20.12.1945 r. Rozminowano wówczas teren byłego województwa gdańskiego. Podczas prac usunięto łącznie 36 000 min i pocisków różnego typu. Od 1946 roku przystąpiono do dalszego rozminowania portów Gdańska, Gdyni i półwyspu Helskiego. Żołnierze batalionu brali aktywny udział w zapobieganiu klęskom żywiołowym i ochranie mostów na Wiśle. W latach 1946/1947, uchronili mosty w Knybawie i Tczewie oraz wykonali 40 kilometrowy kanał w lodzie, aż do ujścia rzeki. W kolejnych latach rozminowano i oczyszczono tereny w m. Pszczółki, Różyny oraz Pruszcz Gdański, Nowy Dwór Gdański oraz powiatach tczewskim i kwidzyńskim. W latach 1952–1955 batalion brał czynny udział w rozminowaniu byłej kwatery Hitlera „Wilczy Szaniec” w miejscowości Gierłoż koło Kętrzyna. W roku 1956 zlikwidowano zatory u ujścia Wisły. Dwa lata później w akcji przeciwpowodziowej w województwie warszawskim wybudowano mosty w Wyszkowie i Kamieńczyku. W 1960 r. batalion brał udział w likwidacji zatorów lodowych w Tczewie, Sztumie, Ostaszewie i Janowie. Na przełomie 1962/1963 pomoc saperów była niezbędna przy likwidacji zatorów na odcinku Wisły od Korzeniowa do ujścia. 12 marca 1961 batalion otrzymał pierwszy sztandar ufundowany przez społeczeństwo Tczewa. W 1980 roku na wyspie Nowakowskiej ewakuowano ludność i dobytek z gospodarstw rolnych. Kolejne zadania usuwania zatorów lodowych realizowano w 1998 r. na rzekach Stradanka i Wąska w m. Markusy koło Tolkmicka. 13.09.1992 r. 47 Batalion Saperów przyjął dziedzictwo tradycji 16 Batalionu Saperów 16 Pomorskiej Dywizji Piechoty. Jednocześnie nastąpiło przemianowanie jednostki określanej odtąd jako 16 Batalion Saperów 16 Pomorskiej Dywizji Zmechanizowanej. Dokonał tego symbolicznie Szef Wojsk Inżynieryjnych Warszawskiego Okręgu Wojskowego ppłk dypl. Ryszard Żuchowski. 24 września 1994 roku, batalion otrzymał od społeczeństwa drugi już w historii sztandar. Akt nadania podpisany został przez ówczesnego prezydenta Rzeczypospolitej Polskiej Lecha Wałęsę i ministra obrony narodowej Piotra Kołodziejczyka. W latach 1996–2011 żołnierze 16. Tczewskiego Batalionu Saperów brali czynny udział w likwidacji skutków klęsk żywiołowych oraz usuwali pozostałości II Wojny Światowej. W tym czasie usunięto ogromną liczbę amunicji z zatopionych barek w m. Piaski oraz oczyszczono z przedmiotów wybuchowych i niebezpiecznych teren Parku Miejskiego w Malborku. W 1999 roku z okazji wizyty Ojca Świętego Jana Pawła II w Pelplinie saperzy wraz z żołnierzami 3 Włocławskiego Pułku Drogowo-Mostowego wybudowali 40 metrowy most przez rzekę Wierzycę. W roku 2001 saperzy brali udział w odbudowie zniszczonych wałów na kanale Młyńskim w okolicy Tczewa. Jednocześnie odbudowano, przerwany wał i wykonano podwyższenie wałów w Rumi. 27 kwietnia 2011 roku na terenie kompleksu koszarowego w Tczewie odbyła się uroczysta zmiana podporządkowania 16. Tczewskiego Batalionu Saperów. Od tego dnia podporządkowany został 21 Brygadzie Strzelców Podhalańskich im. gen. bryg. Mieczysława Boruty – Spiechowicza. 1 października 2011 roku odbyło się pożegnanie batalionu z Tczewem. Po ponad 60 latach stacjonowania na Pomorzu, 16 batalion saperów został przeniesiony do Niska w województwie podkarpackim, gdzie kontynuuje swoją działalność oraz kultywuje tradycje oręża polskiego. Od momentu przybycia na Podkarpacie na Ziemię Niżańską batalion wykonuje zadania na rzecz 21 Brygady Strzelców Podhalańskich wchodzącej w skład 18 Dywizji Zmechanizowanej oraz czynnie uczestniczy w życiu Niska i wielu ościennych miejscowości. Żołnierze batalionu realizują wiele zadań, wspierając społeczność lokalną – w 2013 roku wybudowano drogę w gminie Turobin. W maju 2019 roku żołnierze batalionu nieśli pomoc mieszkańcom najbardziej zagrożonych powodzią terenów w gminie Wadowice Górne. 29 sierpnia 2019 roku decyzją Mariusza Błaszczaka, ministra obrony narodowej nr 134/MON wprowadzony został proporzec rozpoznawczy Dowódcy 16. Tczewskiego Batalionu Saperów. Na przełomie czerwca i lipca 2020 r. przez kilka tygodni żołnierze batalionu uczestniczyli w usuwaniu skutków powodzi jakie dotknęły województwo podkarpackie. Realizowano szereg prac związanych z odbudową zniszczonej infrastruktury drogowej oraz mostowej w powiecie rzeszowskim w gminach Chmielnik i Dylągówka oraz powiecie przemyskim w gminach Huta Brzuska, Dubiecko, Krzywcza i Piątkowa. Udrożniono koryta rzek i potoków, odbudowano przepusty drogowe. 1 lipca 2020 roku minister obrony narodowej podpisał decyzję w sprawie nadania imienia patrona płk. Franciszka Niepokólczyckiego oraz ustanowienia dorocznego Święta 16. Tczewskiego Batalionu Saperów na dzień 13 września. W dniu 14 sierpnia 2020 roku na terenie kompleksu koszarowego odbył się uroczysty apel z okazji 100. rocznicy Bitwy Warszawskiej oraz Święta Wojska Polskiego. Ważnym elementem uroczystości było wmurowanie kapsuły czasu. Dowódca Batalionu ppłk Grzegorz Grobel dokonał umieszczenia kapsuły w specjalnie przygotowanym do tego fundamencie stanowiącym podstawę kamiennego obelisku. 4 września 2020 r. na terenie kompleksu koszarowego odbył się uroczysty apel z okazji jubileuszu 75-lecia sformowania batalionu. Gen. bryg. Dariusz Lewandowski Dowódca 21 Brygady Strzelców Podhalańskich dokonał uroczystego wręczenia proporca rozpoznawczego dowódcy batalionu oraz odczytano decyzję w sprawie nadania imienia patrona i ustanowienia dorocznego święta 16 Tczewskiego Batalionu Saperów. Elementem kończącym obchody 75 rocznicy istnienia batalionu było odsłonięcie tablicy pamiątkowej umieszczonej na kamiennym obelisku zlokalizowanym przed budynkiem sztabu jednostki.
16 września 2023 w związku z reorganizacją Sił Zbrojnych batalion został rozwinięty do struktury pułku i zyskał nazwę 18. Pułk Saperów oraz włączony w bezpośrednie podporządkowanie pod 18 Dywizję Zmechanizowaną.

## Tradycje
Dowództwo, kadra, żołnierze i pracownicy resortu obrony narodowej na przestrzeni minionych lat aktywnie uczestniczą w tworzeniu i rozwoju jednostki inżynieryjnej jakim był 47 Batalion Saperów oraz jest 16. Tczewski Batalion Saperów im. płk. Franciszka Niepokólczyckiego. Saperzy we współpracy z władzami samorządowymi organizują i zabezpieczają uroczystości patriotyczne oraz patriotyczno-religijne. Wyróżniające się podhalańskie mundury i symbolika na stałe wpisały się jako wizytówka ziemi niżańskiej.
16 bsap posiada własną odznakę pamiątkową, oznakę rozpoznawczą oraz proporczyk na beret nadane decyzją nr 424/MON Ministra Obrony Narodowej z 27 grudnia 2005.
Na podstawie decyzji Nr 93/MON z dnia 1 lipca 2020 roku batalion otrzymał imię płk. Franciszka Niepokólczyckiego. Na podstawie tej samej decyzji doroczne święto ustalono w dniu 13 września.

## Dowódcy
- płk Włodzimierz Mroczkowski (1992 – grudzień 1998)
- mjr Janusz Ciepliński (grudzień 1998 – 8 sierpnia 2001)
- ppłk Tomasz Hak (8 sierpnia 2001 – styczeń 2007)
- mjr mgr Dariusz Kujawa (styczeń 2007 – listopad 2007)
- ppłk Zdzisław Świniarski (listopad 2007 – 23 grudnia 2010)
- mjr Sylwester Wlaszczyk (23 grudnia 2010 – 20 stycznia 2012)
- ppłk Marian Szymula (20 stycznia 2012 – 24 lutego 2017)
- cz.p.o. mjr Radosław Podolski (24 lutego 2017 – 7 kwietnia 2017)
- ppłk Grzegorz Grobel (7 kwietnia 2017 – 24.05.2021)
- ppłk Adam Bieniek (24 maja 2021 – 17 maja 2023)
- cz. p. o. mjr Adam Pilecki (17 maja 2023 - 16 września 2023)
- Zakończenie działalności 16. Tczewskiego Batalionu Saperów

## Podporządkowanie
- 16 Pomorska Dywizja Zmechanizowana im. Króla Kazimierza Jagiellończyka (? – 27 kwietnia 2011)
- 21 Brygada Strzelców Podhalańskich im. gen. bryg. Mieczysława Boruty-Spiechowicza (27 kwietnia 2011 – 16 września 2023)
- 18 Dywizja Zmechanizowana (16 września 2023 – obecnie)